# Поликарпов 2И-Н1
Поликарпов 2И-Н1 (рус. Поликарпов 2И-Н1 или ДИ-1) је совјетски двоседи ловац. Први лет авиона је извршен 1926. године. 

Највећа брзина у хоризонталном лету је износила 268 km/h. Размах крила је био 12,00 метара а дужина 9,75 метара. Маса празног авиона је износила 1153 килограма а нормална полетна маса 1700 килограма. Био је наоружан са 2 митраљеза калибра 7,62 милиметара (један синхрони, други код стрелца).

## Наоружање
| Наоружање авиона: Поликарпов 2И-Н1 |      |
| Ватрено (стрељачко) наоружање      |      |
| Топ                                |      |
| Митраљез                           |      |
| Калибар                            | 7,62 |
| Бомбардерско наоружање (бомбе)     |      |
| Ракетно наоружање (ракете)         |      |